# Eutímio I de Constantinopla

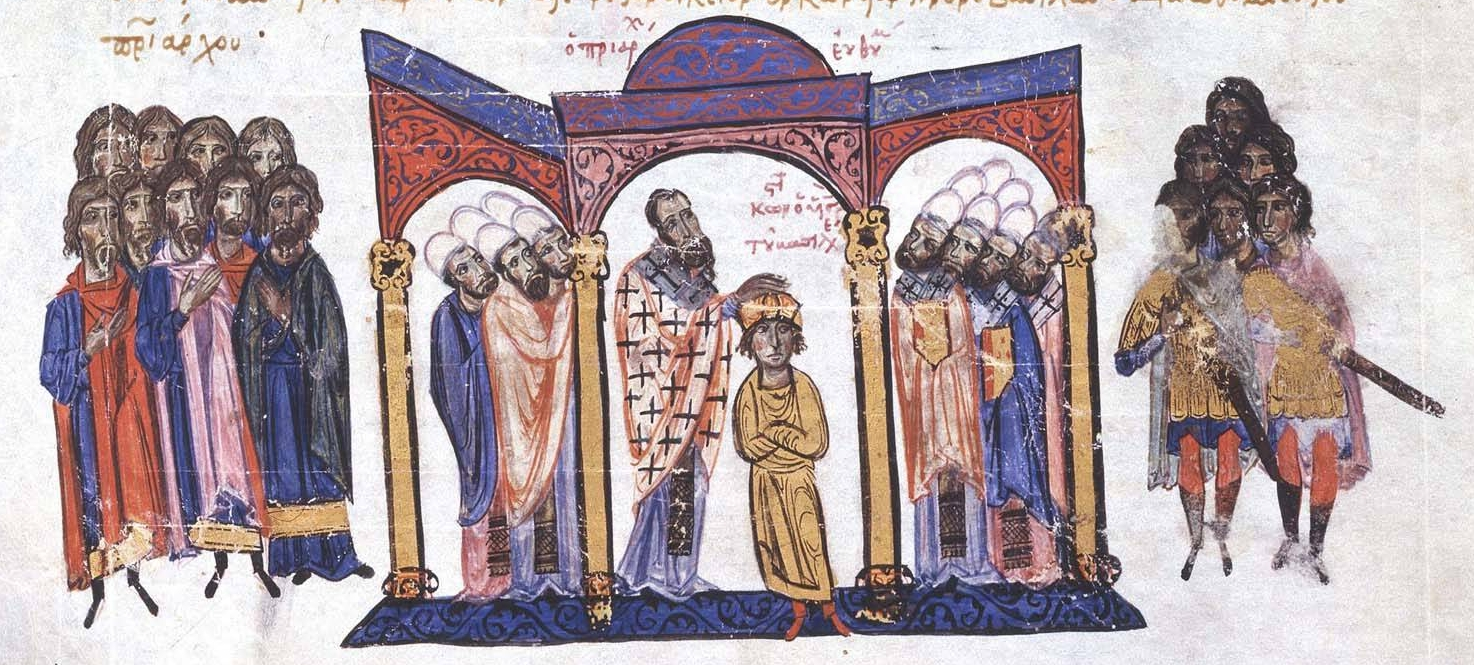
Eutímio coroa como coimperador.
Iluminura no Escilitzes de Madri

Eutímio de Constantinopla (em grego: Πατριάρχης Ευθύμιος Α΄), dito Sincelo (em latim: Syncellus), foi o patriarca de Constantinopla entre 907 e 912 Ele foi entronado pelo imperador bizantino Leão VI, o Sábio (r. 886–912), que forçou a deposição de Nicolau I Místico após ele ter se recusado a sancionar o quarto casamento do imperador, com sua amante Zoé Carbonopsina.
A Vida de Eutímio (em latim: Vita Euthymii), juntamente com as correspondências do patriarca Nicolau e as obras de Aretas de Cesareia são as mais importantes fontes para a história da época. Foi derrubado quando Alexandre assumiu o trono após a morte de Leão.